# Mario Boneschi
Mario Boneschi (Busto Arsizio, 27 gennaio 1907 – Milano, 19 marzo 1991) è stato un avvocato e giurista italiano.

## Biografia
Nasce in una famiglia della borghesia professionale lombarda e cresce nel solco del pensiero liberale del Risorgimento con radici nella tradizione illuminista del riformismo. Antifascista della prima ora, durante gli anni universitari collabora alla rivista Pietre (1926-1928), nata a Genova sotto la guida pratica e ideale di Carlo Rosselli. Il 13 aprile 1928 viene arrestato in una delle retate che Mussolini scatena contro l'antifascismo democratico dopo l'attentato di piazza Giulio Cesare a Milano. Liberato dopo 15 giorni, è sottoposto alla vigilanza della polizia di regime. Tra i pochi avvocati che non ebbero la tessera del Partito fascista, durante gli anni trenta rafforza i legami nell'ambiente dell'opposizione democratica a Milano.
Aderisce al movimento Giustizia e Libertà e tra il 1940 e il 1942 prende parte al lavoro organizzativo e teorico da cui nasce il Partito d'Azione (Firenze, giugno 1942). Nominato membro del comitato direttivo del partito, è uno degli ispiratori del primo programma, i Sette punti. Partecipa alla resistenza guerreggiata al comando delle formazioni di Giustizia e Libertà della Val Sabbia, dove opera anche la moglie Matilde Zanetti. Commissario politico nella brigata partigiana Monte Suello, entra a far parte del CLN di Brescia e Milano e durante i giorni della Liberazione guida il reparto che prende possesso a Milano del palazzo del Comune e insedia la giunta del CLN. Nel luglio 1944 è tra i fondatori della rivista Lo Stato Moderno, quindicinale di critica politica economica e sociale (1944-1949), insieme a Mario Paggi e Gaetano Baldacci, e vi collabora con articoli di attualità politica e costituzionale.

### La Repubblica, il pensiero politico e l'impegno civile
Nel dopoguerra Boneschi ha un ruolo attivo nella rinascita democratica dell'Italia. Entra come assessore alle finanze nella Giunta milanese della Liberazione e nel 1945 è nominato membro della Consulta nazionale nella commissione Finanze e Tesoro.
Al I Congresso nazionale del Partito d'azione (febbraio 1946) segue Ferruccio Parri e Ugo La Malfa e prende parte alla fondazione della Concentrazione Democratica Repubblicana. Aderisce poi al Partito Repubblicano Italiano e nei congressi del 1949 e 1950 viene eletto nella direzione nazionale. È membro della Commissione di studio per la regione che produce un documento programmatico rivolto ai costituenti: Considerazioni e proposte sul testo delle disposizioni relative alla regione presentato alla Costituente (Milano, 1947).
Al XXI Congresso del Partito repubblicano (Roma, febbraio 1949) presenta la relazione sulla Riforma dell'amministrazione pubblica. Partecipa all'attività del Movimento Federalista Europeo. Oltre alla professione legale, esercitata durante tutta la vita con passione e indipendenza, svolge attività di relatore e pubblicista in materia giuridica e come testimone e storico delle idee. Tra le testate alle quali ha collaborato: Il Corriere d'Informazione, Paese Libero, La Voce Repubblicana, Il Ponte, Il Sole, 24 Ore, Mondo Economico. I suoi interventi nel segno della difesa e attuazione della Costituzione sono volti a delineare le riforme del sistema economico e istituzionale della Repubblica e il quadro normativo attinente alla legislazione e al funzionamento delle comunità europee.
Nel 1954 inizia a collaborare a Il Mondo di Mario Pannunzio e con il gruppo degli animatori della rivista nel 1957 è tra i fondatori del Partito Radicale. Entra a far parte del Comitato di studio composto da Guido Calogero, Francesco Compagna, Francesco Messineo, Ernesto Rossi ed Eugenio Scalfari ed è l'estensore del Programma presentato al I Congresso nazionale del partito (Roma, 1959). Insieme a Leopoldo Piccardi e Ernesto Rossi l'anno successivo è uno dei relatori al convegno dedicato alle involuzioni del sistema democratico (Verso il regime, a cura di Sergio Bocca, introduzione di Paolo Pavolini, Bari, Laterza, 1960). Con il nuovo Partito radicale partecipa alla battaglia in favore del divorzio nel comitato di presidenza della Lega italiana per l'istituzione del divorzio.

## Opere
Con lo pseudonimo Porfirio stampa nel periodo clandestino nei Quaderni dell'Italia Libera, Il Partito d'azione e la democrazia, opuscolo sulle origini intellettuali e gli obiettivi del partito. Subito dopo la guerra pubblica un saggio sugli aspetti costituzionali del nuovo corso: Dalla Liberazione alla libertà. Idee per una Costituzione (Parma, Guanda Editore, 1946; rist. in Costituzione e libertà, Milano, Angeli, 1995 insieme all'inedito Guanda editore della liberazione e della libertà).
Il suo pensiero, in armonia con le scelte generali dei costituenti (sovranità popolare, centralità del parlamento, bicameralismo, tutela dei diritti politici e sociali, rigidità della costituzione, controllo sulla costituzionalità delle leggi, autonomie regionali), si caratterizza per la proposta di bicameralismo differenziato e per la ricerca di soluzioni che contrastino l’instabilità dei governi. Le autonomie e il federalismo sono i cardini della riforma dello stato proposta da Boneschi e sono l'oggetto della sua opera maggiore, Le libertà locali (Milano, Rosa e Ballo, 1946; seconda ed. Milano, Angeli, 1998): saggio storico, politico e giuridico nel quadro di un programma radicale contro l'accentramento e il sistema prefettizio.
Nel 1948 insieme ad Adolfo Beria di Argentine contribuisce alla costituzione del Centro nazionale di prevenzione e difesa sociale ed entra nel Comitato direttivo. Nel 1950 è chiamato a far parte anche del Comitato di presidenza della sezione giuridica, che anticipa con una vasta attività teorica la codificazione di aspetti relativi alla tutela dei diritti sociali. Nel 1950 è relatore al convegno su La stampa periodica per ragazzi (Milano, 1950), con un esame comparato dei provvedimenti legislativi predisposti dalle altre nazioni. Nel 1970 tiene la relazione sugli Aspetti civilistici del problema della personalità giuridica e dei gruppi organizzati (Milano, Giuffrè, 1971).
Nell'ambito delle iniziative del Comitato italo–svizzero per la pubblicazione delle opere di Carlo Cattaneo, nel 1964 cura i quattro volumi degli Scritti politici di Cattaneo, al quale si ricollega il lavoro e l'impegno civile di una vita. La sua riflessione politica si svolge anche sul piano letterario con una fantasia politica che ha per oggetto l'analisi della storia repubblicana (All'italiano non far sapere, Milano, Mazzotta, 1977). L'ultimo suo lavoro è la raccolta di saggi Orfana repubblica (Milano, Angeli, 1992), sorta di testamento politico, che veniva pubblicato pochi mesi dopo la morte. Il volume L'occhio del testimone pubblicato postumo nel 2008 (Milano, Angeli) raccoglie alcuni ricordi autobiografici e la bibliografia dei suoi scritti. Pubblica come curatore Lo Stato Moderno. Antologia di una rivista (Milano, Edizioni di Comunità, 1967)